# PARS 3 LR

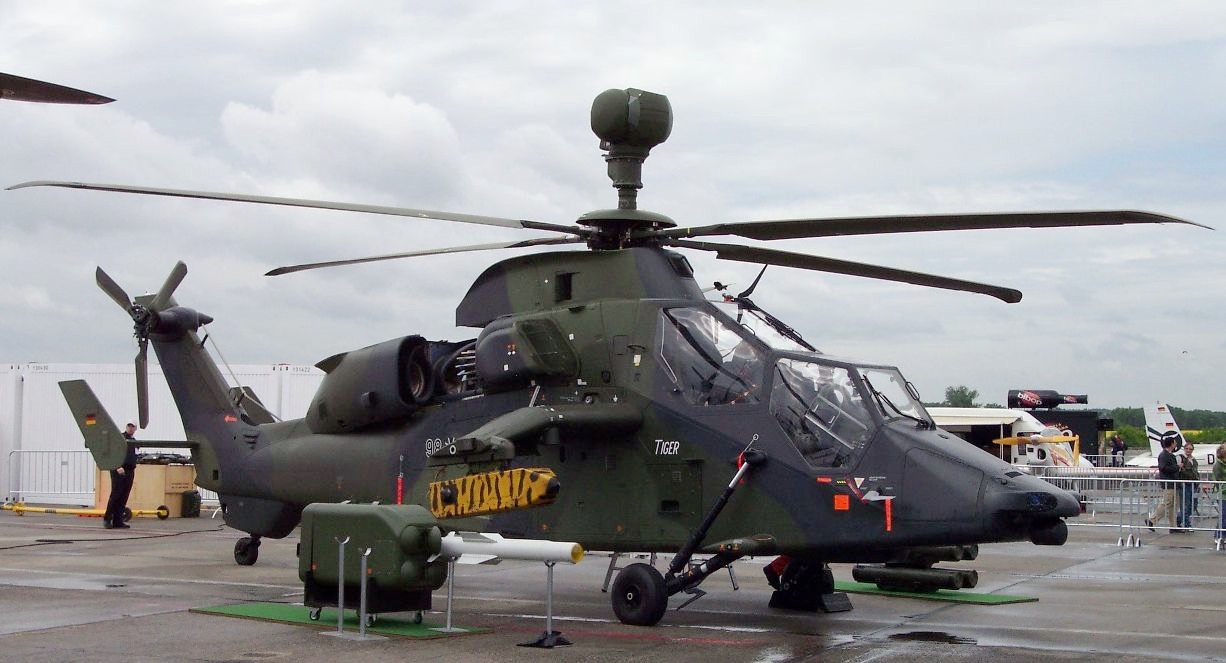
독일 육군의 유로콥터 타이거에는 PARS 3 미사일을 장착한다

PARS 3 LR(독일어: Panzerabwehr Raketensystem der dritten Generation mit langer Reichweite)은 독일의 3세대 장거리 대전차 미사일이다. 프랑스에서는 AC 3G이라고 부른다. 공중과 지상에서 발사되는 파이어앤포겟 미사일이다.

## 개발
독일이 개발을 주도했고, 프랑스, 영국이 참여했다. 후에 영국이 탈퇴하여 독일과 프랑스만이 남았다. 영국은 브리스톤 미사일을 개발하여 실전배치했다. 중거리 보병 휴대용 버전인 Trigat-MR (Medium Range)도 계획되었으나, 후에 취소되었다. 2004년 예산문제로 프랑스가 탈퇴했다. 2006년 6월 30일, 독일은 680 대의 PARS 3 LR 미사일을 3억 8,000만 유로에 주문했다. 2010년에 인도될 예정이다.

## 같이 보기
- 브림스톤 미사일 - 영국의 공대지 미사일. 무게 48 kg
- JAGM - 미국의 차기 공대지 미사일. 토우, 메버릭, 헬파이어를 교체할 것이다.
- AGM-169 Joint Common Missile - 미국의 차기 공대지 미사일. 무게 49 kg. 메버릭과 헬파이어를 교체할 것이다.
- AGM-65 메버릭 - 미국의 공대지 미사일. 무게 304 kg
- AGM-114 헬파이어 - 미국의 공대지 미사일. 무게 57 kg
- 나그 미사일 - 인도의 공대지 미사일. 무게 42 kg
- 님로드 미사일 - 이스라엘의 공대지 미사일. 무게 96 kg
- TRIGAT-LR - 유럽의 공대지 미사일. 무게 49 kg
- 스파이크 미사일 - 이스라엘의 공대지 미사일. 무게 70 kg